# Flèche wallonne féminine 2011
Cet article concerne l'édition féminine de la Flèche wallonne. Pour la course masculine, voir Flèche wallonne 2011.
La 14e édition de la Flèche wallonne féminine a eu lieu le 20 avril 2011. Elle fait partie du calendrier de la Coupe du monde de cyclisme sur route féminine 2011. La course est remportée par la Néerlandaisaise Marianne Vos pour la quatrième fois.

## Équipes
| Équipes féminines professionnelles (20)- AA Drink-leontien.nl - Abus Nutrixxion - Alriksson - Go:Green - Colavita Forno d'Asolo - Diadora-Pasta Zara - Dolmans Landscaping - Garmin-Cervélo - Gauss - Hitec Products-UCK - HTC-Highroad Women - Kleo Ladies - Lotto Honda - Mcipollini-Giordana - Nederland Bloeit - SC Michela Fanini Rox - Tibco-To the Top - Top Girls-Fassa Bortolo - Topsport Vlaanderen 2012-Ridley - Vaiano Solaristech - Vienne Futuroscope Équipes nationales (6)- Allemagne - Australie - États-Unis - France - Pays-Bas - Russie |
| |

## Parcours
Le parcours effectue deux boucles : une longue puis une courte. Il comporte neuf côtes ,:
| Num | Nom               | km    | Longueur (m) | Pente moyenne | km de l'arrivée |
| --- | ----------------- | ----- | ------------ | ------------- | --------------- |
| 1   | Côte de Peu d'Eau | 38,5  | 2 700        | 3,9 %         | 71              |
| 2   | Côte de Haut-Bois | 44,0  | 1 600        | 4,8 %         | 65,5            |
| 3   | Côte de Groynne   | 49,0  | 2 000        | 3,5 %         | 60,5            |
| 4   | Côte de Bohissau  | 55,0  | 1 300        | 7,6 %         | 54,5            |
| 5   | Côte de Bousalle  | 68,0  | 1 700        | 4,9 %         | 41,5            |
| 6   | Côte d'Ahin       | 69,0  | 2 300        | 6,5 %         | 40,5            |
| 7   | Mur de Huy        | 80    | 1 300        | 9,3 %         | 29,5            |
| 8   | Côte d'Ereffe     | 98,5  | 2 100        | 5,9 %         | 11              |
| 9   | Mur de Huy        | 109,5 | 1 300        | 9,3 %         | 0               |

## Récit de la course

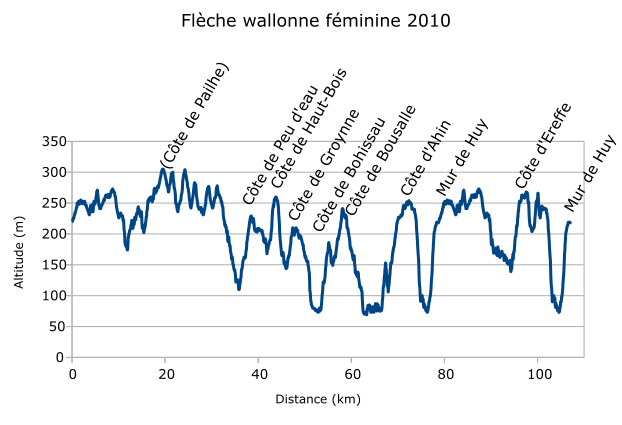
Profil de la course

Evelyn Stevens est la première à parvenir à s'échapper après la côte de Bohissau. Elle compte jusqu'à une minute et quinze secondes d'avances mais est finalement par un groupe de poursuite d'une vingtaine d'unités comptant les principales favorites. Elle est reprise à quinze kilomètres de l'arrivée. À dix kilomètres de l'arrivée, Olga Zabelinskaya place une attaque. Marianne Vos la rejoint. Elles sont reprises avant la dernière ascension du mur de Huy. Dans la montée finale, Marianne Vos domine Emma Johansson et Judith Arndt.

## Classements

### Classement final
| \| Classement général \| Classement général \| Classement général \| Classement général \| Classement général \| \| Coureuse \| Coureuse \| Pays \| Équipe \| Temps \| \| ------------------ \| ---------------------- \| ------------------ \| ----------------------- \| ------------------ \| \| 1re \| Marianne Vos \| Pays-Bas \| Nederland Bloeit \| 2 h 58 min 27 s \| \| 2e \| Emma Johansson \| Suède \| Hitec Products-UCK \| + 3 s \| \| 3e \| Judith Arndt \| Allemagne \| HTC-Highroad Women \| + 6 s \| \| 4e \| Elena Berlato \| Italie \| Top Girls-Fassa Bortolo \| + 15 s \| \| 5e \| Nicole Cooke \| Royaume-Uni \| MCipollini-Giordana \| + 15 s \| \| 6e \| Annemiek van Vleuten \| Pays-Bas \| Nederland Bloeit \| + 21 s \| \| 7e \| Pauline Ferrand-Prévot \| France \| France \| + 21 s \| \| 8e \| Martine Bras \| Pays-Bas \| Dolmans Landscaping \| + 24 s \| \| 9e \| Tatiana Guderzo \| Italie \| MCipollini-Giordana \| + 26 s \| \| 10e \| Kristin McGrath \| États-Unis \| États-Unis \| + 27 s \| |                        |             |                         |                 |
| |                        |             |                         |                 |
| Source : Cycling Quotient |                        |             |                         |                 |
| Classement général |                        |             |                         |                 |
| Coureuse | Coureuse               | Pays        | Équipe                  | Temps           |
| 1re | Marianne Vos           | Pays-Bas    | Nederland Bloeit        | 2 h 58 min 27 s |
| 2e | Emma Johansson         | Suède       | Hitec Products-UCK      | + 3 s           |
| 3e | Judith Arndt           | Allemagne   | HTC-Highroad Women      | + 6 s           |
| 4e | Elena Berlato          | Italie      | Top Girls-Fassa Bortolo | + 15 s          |
| 5e | Nicole Cooke           | Royaume-Uni | MCipollini-Giordana     | + 15 s          |
| 6e | Annemiek van Vleuten   | Pays-Bas    | Nederland Bloeit        | + 21 s          |
| 7e | Pauline Ferrand-Prévot | France      | France                  | + 21 s          |
| 8e | Martine Bras           | Pays-Bas    | Dolmans Landscaping     | + 24 s          |
| 9e | Tatiana Guderzo        | Italie      | MCipollini-Giordana     | + 26 s          |
| 10e | Kristin McGrath        | États-Unis  | États-Unis              | + 27 s          |

### Points attribués
| Position           | 1er | 2e | 3e | 4e | 5e | 6e | 7e | 8e | 9e | 10e | 11e | 12e | 13e | 14e | 15e |
| Classement général | 100 | 70 | 40 | 30 | 25 | 20 | 15 | 10 | 9  | 8   | 7   | 6   | 5   | 4   | 3   |

## Liste des participantes
| Nederland Bloeit NLB | Nederland Bloeit NLB       | Nederland Bloeit NLB |
| -------------------- | -------------------------- | -------------------- |
| Num                  | Coureuse                   | Pos                  |
| 1                    | Annemiek van Vleuten (NED) | 6e                   |
| 2                    | Émilie Aubry (SUI)         | AB                   |
| 3                    | Loes Gunnewijk (NED)       | 49e                  |
| 4                    | Noortje Tabak (NED)        | 75e                  |
| 5                    | Marieke van Wanroij (NED)  | 56e                  |
| 6                    | Marianne Vos (NED)         | 1re                  |

| MCipollini-Giordana MCG | MCipollini-Giordana MCG | MCipollini-Giordana MCG |
| ----------------------- | ----------------------- | ----------------------- |
| Num                     | Coureuse                | Pos                     |
| 11                      | Nicole Cooke (GBR)      | 5e                      |
| 12                      | Monia Baccaille (ITA)   | AB                      |
| 13                      | Marta Bastianelli (ITA) | 79e                     |
| 14                      | Samantha Galassi (ITA)  | 59e                     |
| 15                      | Tatiana Guderzo (ITA)   | 9e                      |
| 16                      | Jennifer Hohl (SUI)     | 68e                     |

| Hitec Products-UCK HPU | Hitec Products-UCK HPU    | Hitec Products-UCK HPU |
| ---------------------- | ------------------------- | ---------------------- |
| Num                    | Coureuse                  | Pos                    |
| 21                     | Emma Johansson (SWE)      | 2e                     |
| 22                     | Cecilie Johansen (NOR)    | AB                     |
| 23                     | Emilie Moberg (NOR)       | AB                     |
| 24                     | Sara Mustonen (SWE)       | 54e                    |
| 25                     | Lise Hafsø Nøstvold (NOR) | 46e                    |
| 26                     | Marie Voreland (NOR)      | AB                     |

| Garmin-Cervélo CWT | Garmin-Cervélo CWT      | Garmin-Cervélo CWT |
| ------------------ | ----------------------- | ------------------ |
| Num                | Coureuse                | Pos                |
| 31                 | Noemi Cantele (ITA)     | 53e                |
| 32                 | Lizzie Armitstead (GBR) | 47e                |
| 33                 | Jessie Daams (BEL)      | 45e                |
| 34                 | Sharon Laws (GBR)       | 17e                |
| 35                 | Lucy Martin (GBR)       | AB                 |
| 36                 | Carla Ryan (AUS)        | 37e                |

| AA Drink-Leontien.nl LNL | AA Drink-Leontien.nl LNL  | AA Drink-Leontien.nl LNL |
| ------------------------ | ------------------------- | ------------------------ |
| Num                      | Coureuse                  | Pos                      |
| 41                       | Chantal Blaak (NED)       | 48e                      |
| 42                       | Lucinda Brand (NED)       | 20e                      |
| 43                       | Marijn de Vries (NED)     | AB                       |
| 44                       | Anne De Wildt (NED)       | 67e                      |
| 45                       | Irene van den Broek (NED) | AB                       |
| 46                       | Trixi Worrack (GER)       | 50e                      |

| HTC-Highroad Women TCW | HTC-Highroad Women TCW | HTC-Highroad Women TCW |
| ---------------------- | ---------------------- | ---------------------- |
| Num                    | Coureuse               | Pos                    |
| 51                     | Judith Arndt (GER)     | 3e                     |
| 52                     | Charlotte Becker (GER) | 69e                    |
| 53                     | Emilia Fahlin (SWE)    | AB                     |
| 54                     | Amanda Miller (USA)    | HD                     |
| 55                     | Amber Neben (USA)      | 22e                    |
| 56                     | Evelyn Stevens (USA)   | 51e                    |

| Australie AUS | Australie AUS  | Australie AUS |
| ------------- | -------------- | ------------- |
| Num           | Coureuse       | Pos           |
| 61            | Ruth Corset    | AB            |
| 62            | Alex Carleton  | AB            |
| 63            | Shara Gillow   | 39e           |
| 64            | Belinda Goss   | AB            |
| 65            | Lauren Kitchen | AB            |
| 66            | Amanda Spratt  | 41e           |

| Gauss GAU | Gauss GAU                      | Gauss GAU |
| --------- | ------------------------------ | --------- |
| Num       | Coureuse                       | Pos       |
| 71        | Tatiana Antoshina (RUS)        | 13e       |
| 72        | Christel Ferrier-Bruneau (FRA) | 29e       |
| 73        | Sylwia Kapusta (POL)           | 34e       |
| 74        | Elena Kuchinskaya (RUS)        | 26e       |
| 75        | Lorena Foresi (ITA)            | AB        |
| 76        | Alessandra Borchi (ITA)        | HD        |

| Allemagne GER | Allemagne GER        | Allemagne GER |
| ------------- | -------------------- | ------------- |
| Num           | Coureuse             | Pos           |
| 81            | Laura Fouquet        | HD            |
| 82            | Sarah Lena Hofmann   | 58e           |
| 83            | Romy Kasper          | 32e           |
| 84            | Marie-Therese Ludwig | AB            |
| 85            | Franziska Merten     | AB            |
| 86            | Franziska Ruschke    | AB            |

| Dolmans Landscaping DLT | Dolmans Landscaping DLT  | Dolmans Landscaping DLT |
| ----------------------- | ------------------------ | ----------------------- |
| Num                     | Coureuse                 | Pos                     |
| 91                      | Martine Bras (NED)       | 8e                      |
| 92                      | Petra Dijkman (NED)      | 44e                     |
| 93                      | Alie Gercama (NED)       | AB                      |
| 94                      | Mascha Pijnenborg (NED)  | 73e                     |
| 95                      | Winanda Spoor (NED)      | AB                      |
| 96                      | Laura van der Kamp (NED) | AB                      |

| États-Unis USA | États-Unis USA    | États-Unis USA |
| -------------- | ----------------- | -------------- |
| Num            | Coureuse          | Pos            |
| 101            | Jacquelyn Crowell | AB             |
| 102            | Kristin McGrath   | 10e            |
| 103            | Lindsay Myers     | 23e            |
| 104            | Jessica Prinner   | AB             |
| 105            | Alison Tetrick    | HD             |
| 106            | Tayler Wiles      | HD             |

| Diadora-Pasta Zara DPZ | Diadora-Pasta Zara DPZ  | Diadora-Pasta Zara DPZ |
| ---------------------- | ----------------------- | ---------------------- |
| Num                    | Coureuse                | Pos                    |
| 111                    | Claudia Häusler (GER)   | AB                     |
| 112                    | Rachel Neylan (AUS)     | AB                     |
| 113                    | Shelley Olds (USA)      | AB                     |
| 114                    | Eleonora Patuzzo (ITA)  | 76e                    |
| 115                    | Amber Pierce (USA)      | HD                     |
| 116                    | Olga Zabelinskaïa (RUS) | 12e                    |

| France FRA | France FRA             | France FRA |
| ---------- | ---------------------- | ---------- |
| Num        | Coureuse               | Pos        |
| 121        | Pauline Ferrand-Prévot | 7e         |
| 122        | Aude Biannic           | 27e        |
| 123        | Sandrine Bideau        | 52e        |
| 124        | Mélodie Lesueur        | 71e        |
| 125        | Eugénie Mermillod      | 61e        |
| 126        | Amélie Rivat           | AB         |

| Lotto Honda LHT | Lotto Honda LHT          | Lotto Honda LHT |
| --------------- | ------------------------ | --------------- |
| Num             | Coureuse                 | Pos             |
| 131             | Ludivine Henrion (BEL)   | 15e             |
| 132             | Tiffany Cromwell (AUS)   | 57e             |
| 133             | Catherine Delfosse (BEL) | 77e             |
| 134             | Sofie De Vuyst (BEL)     | 40e             |
| 135             | Ashleigh Moolman (RSA)   | 42e             |
| 136             | Kim Schoonbaert (BEL)    | NP              |

| Pays-Bas NED | Pays-Bas NED         | Pays-Bas NED |
| ------------ | -------------------- | ------------ |
| Num          | Coureuse             | Pos          |
| 141          | Daphny van den Brand | 30e          |
| 142          | Sophie de Boer       | 80e          |
| 143          | Roxane Knetemann     | 35e          |
| 144          | Amy Pieters          | 63e          |
| 145          | Esra Tromp           | HD           |
| 146          | Annelies Visser      | HD           |

| Colavita Forno d'Asolo FCL | Colavita Forno d'Asolo FCL     | Colavita Forno d'Asolo FCL |
| -------------------------- | ------------------------------ | -------------------------- |
| Num                        | Coureuse                       | Pos                        |
| 151                        | Theresa Cliff-Ryan (USA)       | 55e                        |
| 152                        | Alessandra D'Ettorre (ITA)     | AB                         |
| 153                        | Uênia Fernandes Da Souza (BRA) | 70e                        |
| 154                        | Barbara Guarischi (ITA)        | AB                         |
| 155                        | Rosane Kirch (BRA)             | AB                         |
| 156                        | Modesta Vžesniauskaitė (LTU)   | AB                         |

| Topsport Vlaanderen 2012-Ridley VLL | Topsport Vlaanderen 2012-Ridley VLL | Topsport Vlaanderen 2012-Ridley VLL |
| ----------------------------------- | ----------------------------------- | ----------------------------------- |
| Num                                 | Coureuse                            | Pos                                 |
| 161                                 | Grace Verbeke (BEL)                 | AB                                  |
| 162                                 | Ine Beyen (BEL)                     | 66e                                 |
| 163                                 | Lieselot Decroix (BEL)              | 74e                                 |
| 164                                 | Annelies Van Doorslaer (BEL)        | 81e                                 |
| 165                                 | Sjoukje Dufoer (BEL)                | AB                                  |
| 166                                 | Anisha Vekemans (BEL)               | AB                                  |

| Tibco-To the Top TIB | Tibco-To the Top TIB     | Tibco-To the Top TIB |
| -------------------- | ------------------------ | -------------------- |
| Num                  | Coureuse                 | Pos                  |
| 171                  | Megan Guarnier (USA)     | 28e                  |
| 172                  | Joanne Kiesanowski (NZL) | HD                   |
| 173                  | Emma Mackie (AUS)        | AB                   |
| 174                  | Carmen Small (USA)       | 19e                  |
| 175                  | Carlee Taylor (AUS)      | AB                   |
| 176                  | Serena Sheridan (NZL)    | 60e                  |

| Vienne Futuroscope FUT | Vienne Futuroscope FUT  | Vienne Futuroscope FUT |
| ---------------------- | ----------------------- | ---------------------- |
| Num                    | Coureuse                | Pos                    |
| 181                    | Edwige Pitel (FRA)      | 18e                    |
| 182                    | Karol-Ann Canuel (CAN)  | 16e                    |
| 183                    | Fiona Dutriaux (FRA)    | AB                     |
| 184                    | Emmanuelle Merlot (FRA) | HD                     |
| 185                    | Marion Rousse (FRA)     | HD                     |
| 186                    | Gabriela Slámová (CZE)  | AB                     |

| Top Girls-Fassa Bortolo TOG | Top Girls-Fassa Bortolo TOG | Top Girls-Fassa Bortolo TOG |
| --------------------------- | --------------------------- | --------------------------- |
| Num                         | Coureuse                    | Pos                         |
| 191                         | Elena Berlato (ITA)         | 4e                          |
| 192                         | Bridie O'Donnell (AUS)      | AB                          |
| 193                         | Silvia Valsecchi (ITA)      | HD                          |
| 194                         | Simona Frapporti (ITA)      | HD                          |
| 195                         | Elisa Longo Borghini (ITA)  | 14e                         |
| 196                         | Gloria Presti (ITA)         | AB                          |

| Abus Nutrixxion NXX | Abus Nutrixxion NXX            | Abus Nutrixxion NXX |
| ------------------- | ------------------------------ | ------------------- |
| Num                 | Coureuse                       | Pos                 |
| 202                 | Anna Fischer (GER)             | AB                  |
| 203                 | Nathalie Lamborelle (LUX)      | AB                  |
| 204                 | Marie Lindberg (SWE)           | 72e                 |
| 205                 | Maria Grandt Petersen          | AB                  |
| 206                 | Anna-Bianca Schnitzmeier (GER) | 31e                 |

| Alriksson-Go:Green AGG | Alriksson-Go:Green AGG   | Alriksson-Go:Green AGG |
| ---------------------- | ------------------------ | ---------------------- |
| Num                    | Coureuse                 | Pos                    |
| 211                    | Jessica Kihlbom (SWE)    | AB                     |
| 212                    | Madelene Olsson (SWE)    | 36e                    |
| 213                    | Linnea Sjöblom (SWE)     | HD                     |
| 214                    | Jennie Stenerhag (SWE)   | HD                     |
| 215                    | Isabelle Söderberg (SWE) | 25e                    |
| 216                    | Linn Torp (NOR)          | AB                     |

| SC Michela Fanini Rox MIC | SC Michela Fanini Rox MIC | SC Michela Fanini Rox MIC |
| ------------------------- | ------------------------- | ------------------------- |
| Num                       | Coureuse                  | Pos                       |
| 221                       | Michal Ella (ISR)         | AB                        |
| 222                       | Sara Grifi (ITA)          | AB                        |
| 223                       | Małgorzata Jasińska (POL) | 65e                       |
| 224                       | Karin Aune (SWE)          | HD                        |
| 225                       | Nina Ovcharenko (UKR)     | 38e                       |
| 226                       | Martina Růžičková (CZE)   | 78e                       |

| Vaiano Solaristech VAI | Vaiano Solaristech VAI      | Vaiano Solaristech VAI |
| ---------------------- | --------------------------- | ---------------------- |
| Num                    | Coureuse                    | Pos                    |
| 231                    | Valentina Bastianelli (ITA) | AB                     |
| 232                    | Urtė Juodvalkytė (LTU)      | HD                     |
| 233                    | Rasa Leleivytė (LTU)        | 11e                    |
| 234                    | Kataržina Sosna (LTU)       | 62e                    |
| 235                    | Irene Falorni (ITA)         | AB                     |
| 236                    | Chiara Vanni (ITA)          | HD                     |

| Kleo Ladies KLT | Kleo Ladies KLT         | Kleo Ladies KLT |
| --------------- | ----------------------- | --------------- |
| Num             | Coureuse                | Pos             |
| 241             | Tania Belvederesi (ITA) | HD              |
| 242             | Martina Corazza (ITA)   | HD              |
| 243             | Elena Valentini (ITA)   | AB              |
| 244             | Angela McClure (AUS)    | AB              |
| 245             | Chiara Nadalutti (ITA)  | 64e             |
| 246             | Francesca Tognali (ITA) | AB              |

| Russie RUS | Russie RUS              | Russie RUS |
| ---------- | ----------------------- | ---------- |
| Num        | Coureuse                | Pos        |
| 251        | Natalja Bojarskaja      | 21e        |
| 252        | Svetlana Boubnenkova    | 24e        |
| 253        | Alexandra Burtschenkowa | 33e        |
| 254        | Yulia Iliynikh          | HD         |
| 255        | Irina Molicheva         | 43e        |

| Nederland Bloeit NLB | Nederland Bloeit NLB       | Nederland Bloeit NLB |
| -------------------- | -------------------------- | -------------------- |
| Num                  | Coureuse                   | Pos                  |
| 1                    | Annemiek van Vleuten (NED) | 6e                   |
| 2                    | Émilie Aubry (SUI)         | AB                   |
| 3                    | Loes Gunnewijk (NED)       | 49e                  |
| 4                    | Noortje Tabak (NED)        | 75e                  |
| 5                    | Marieke van Wanroij (NED)  | 56e                  |
| 6                    | Marianne Vos (NED)         | 1re                  |

| MCipollini-Giordana MCG | MCipollini-Giordana MCG | MCipollini-Giordana MCG |
| ----------------------- | ----------------------- | ----------------------- |
| Num                     | Coureuse                | Pos                     |
| 11                      | Nicole Cooke (GBR)      | 5e                      |
| 12                      | Monia Baccaille (ITA)   | AB                      |
| 13                      | Marta Bastianelli (ITA) | 79e                     |
| 14                      | Samantha Galassi (ITA)  | 59e                     |
| 15                      | Tatiana Guderzo (ITA)   | 9e                      |
| 16                      | Jennifer Hohl (SUI)     | 68e                     |

| Hitec Products-UCK HPU | Hitec Products-UCK HPU    | Hitec Products-UCK HPU |
| ---------------------- | ------------------------- | ---------------------- |
| Num                    | Coureuse                  | Pos                    |
| 21                     | Emma Johansson (SWE)      | 2e                     |
| 22                     | Cecilie Johansen (NOR)    | AB                     |
| 23                     | Emilie Moberg (NOR)       | AB                     |
| 24                     | Sara Mustonen (SWE)       | 54e                    |
| 25                     | Lise Hafsø Nøstvold (NOR) | 46e                    |
| 26                     | Marie Voreland (NOR)      | AB                     |

| Garmin-Cervélo CWT | Garmin-Cervélo CWT      | Garmin-Cervélo CWT |
| ------------------ | ----------------------- | ------------------ |
| Num                | Coureuse                | Pos                |
| 31                 | Noemi Cantele (ITA)     | 53e                |
| 32                 | Lizzie Armitstead (GBR) | 47e                |
| 33                 | Jessie Daams (BEL)      | 45e                |
| 34                 | Sharon Laws (GBR)       | 17e                |
| 35                 | Lucy Martin (GBR)       | AB                 |
| 36                 | Carla Ryan (AUS)        | 37e                |

| AA Drink-Leontien.nl LNL | AA Drink-Leontien.nl LNL  | AA Drink-Leontien.nl LNL |
| ------------------------ | ------------------------- | ------------------------ |
| Num                      | Coureuse                  | Pos                      |
| 41                       | Chantal Blaak (NED)       | 48e                      |
| 42                       | Lucinda Brand (NED)       | 20e                      |
| 43                       | Marijn de Vries (NED)     | AB                       |
| 44                       | Anne De Wildt (NED)       | 67e                      |
| 45                       | Irene van den Broek (NED) | AB                       |
| 46                       | Trixi Worrack (GER)       | 50e                      |

| HTC-Highroad Women TCW | HTC-Highroad Women TCW | HTC-Highroad Women TCW |
| ---------------------- | ---------------------- | ---------------------- |
| Num                    | Coureuse               | Pos                    |
| 51                     | Judith Arndt (GER)     | 3e                     |
| 52                     | Charlotte Becker (GER) | 69e                    |
| 53                     | Emilia Fahlin (SWE)    | AB                     |
| 54                     | Amanda Miller (USA)    | HD                     |
| 55                     | Amber Neben (USA)      | 22e                    |
| 56                     | Evelyn Stevens (USA)   | 51e                    |

| Australie AUS | Australie AUS  | Australie AUS |
| ------------- | -------------- | ------------- |
| Num           | Coureuse       | Pos           |
| 61            | Ruth Corset    | AB            |
| 62            | Alex Carleton  | AB            |
| 63            | Shara Gillow   | 39e           |
| 64            | Belinda Goss   | AB            |
| 65            | Lauren Kitchen | AB            |
| 66            | Amanda Spratt  | 41e           |

| Gauss GAU | Gauss GAU                      | Gauss GAU |
| --------- | ------------------------------ | --------- |
| Num       | Coureuse                       | Pos       |
| 71        | Tatiana Antoshina (RUS)        | 13e       |
| 72        | Christel Ferrier-Bruneau (FRA) | 29e       |
| 73        | Sylwia Kapusta (POL)           | 34e       |
| 74        | Elena Kuchinskaya (RUS)        | 26e       |
| 75        | Lorena Foresi (ITA)            | AB        |
| 76        | Alessandra Borchi (ITA)        | HD        |

| Allemagne GER | Allemagne GER        | Allemagne GER |
| ------------- | -------------------- | ------------- |
| Num           | Coureuse             | Pos           |
| 81            | Laura Fouquet        | HD            |
| 82            | Sarah Lena Hofmann   | 58e           |
| 83            | Romy Kasper          | 32e           |
| 84            | Marie-Therese Ludwig | AB            |
| 85            | Franziska Merten     | AB            |
| 86            | Franziska Ruschke    | AB            |

| Dolmans Landscaping DLT | Dolmans Landscaping DLT  | Dolmans Landscaping DLT |
| ----------------------- | ------------------------ | ----------------------- |
| Num                     | Coureuse                 | Pos                     |
| 91                      | Martine Bras (NED)       | 8e                      |
| 92                      | Petra Dijkman (NED)      | 44e                     |
| 93                      | Alie Gercama (NED)       | AB                      |
| 94                      | Mascha Pijnenborg (NED)  | 73e                     |
| 95                      | Winanda Spoor (NED)      | AB                      |
| 96                      | Laura van der Kamp (NED) | AB                      |

| États-Unis USA | États-Unis USA    | États-Unis USA |
| -------------- | ----------------- | -------------- |
| Num            | Coureuse          | Pos            |
| 101            | Jacquelyn Crowell | AB             |
| 102            | Kristin McGrath   | 10e            |
| 103            | Lindsay Myers     | 23e            |
| 104            | Jessica Prinner   | AB             |
| 105            | Alison Tetrick    | HD             |
| 106            | Tayler Wiles      | HD             |

| Diadora-Pasta Zara DPZ | Diadora-Pasta Zara DPZ  | Diadora-Pasta Zara DPZ |
| ---------------------- | ----------------------- | ---------------------- |
| Num                    | Coureuse                | Pos                    |
| 111                    | Claudia Häusler (GER)   | AB                     |
| 112                    | Rachel Neylan (AUS)     | AB                     |
| 113                    | Shelley Olds (USA)      | AB                     |
| 114                    | Eleonora Patuzzo (ITA)  | 76e                    |
| 115                    | Amber Pierce (USA)      | HD                     |
| 116                    | Olga Zabelinskaïa (RUS) | 12e                    |

| France FRA | France FRA             | France FRA |
| ---------- | ---------------------- | ---------- |
| Num        | Coureuse               | Pos        |
| 121        | Pauline Ferrand-Prévot | 7e         |
| 122        | Aude Biannic           | 27e        |
| 123        | Sandrine Bideau        | 52e        |
| 124        | Mélodie Lesueur        | 71e        |
| 125        | Eugénie Mermillod      | 61e        |
| 126        | Amélie Rivat           | AB         |

| Lotto Honda LHT | Lotto Honda LHT          | Lotto Honda LHT |
| --------------- | ------------------------ | --------------- |
| Num             | Coureuse                 | Pos             |
| 131             | Ludivine Henrion (BEL)   | 15e             |
| 132             | Tiffany Cromwell (AUS)   | 57e             |
| 133             | Catherine Delfosse (BEL) | 77e             |
| 134             | Sofie De Vuyst (BEL)     | 40e             |
| 135             | Ashleigh Moolman (RSA)   | 42e             |
| 136             | Kim Schoonbaert (BEL)    | NP              |

| Pays-Bas NED | Pays-Bas NED         | Pays-Bas NED |
| ------------ | -------------------- | ------------ |
| Num          | Coureuse             | Pos          |
| 141          | Daphny van den Brand | 30e          |
| 142          | Sophie de Boer       | 80e          |
| 143          | Roxane Knetemann     | 35e          |
| 144          | Amy Pieters          | 63e          |
| 145          | Esra Tromp           | HD           |
| 146          | Annelies Visser      | HD           |

| Colavita Forno d'Asolo FCL | Colavita Forno d'Asolo FCL     | Colavita Forno d'Asolo FCL |
| -------------------------- | ------------------------------ | -------------------------- |
| Num                        | Coureuse                       | Pos                        |
| 151                        | Theresa Cliff-Ryan (USA)       | 55e                        |
| 152                        | Alessandra D'Ettorre (ITA)     | AB                         |
| 153                        | Uênia Fernandes Da Souza (BRA) | 70e                        |
| 154                        | Barbara Guarischi (ITA)        | AB                         |
| 155                        | Rosane Kirch (BRA)             | AB                         |
| 156                        | Modesta Vžesniauskaitė (LTU)   | AB                         |

| Topsport Vlaanderen 2012-Ridley VLL | Topsport Vlaanderen 2012-Ridley VLL | Topsport Vlaanderen 2012-Ridley VLL |
| ----------------------------------- | ----------------------------------- | ----------------------------------- |
| Num                                 | Coureuse                            | Pos                                 |
| 161                                 | Grace Verbeke (BEL)                 | AB                                  |
| 162                                 | Ine Beyen (BEL)                     | 66e                                 |
| 163                                 | Lieselot Decroix (BEL)              | 74e                                 |
| 164                                 | Annelies Van Doorslaer (BEL)        | 81e                                 |
| 165                                 | Sjoukje Dufoer (BEL)                | AB                                  |
| 166                                 | Anisha Vekemans (BEL)               | AB                                  |

| Tibco-To the Top TIB | Tibco-To the Top TIB     | Tibco-To the Top TIB |
| -------------------- | ------------------------ | -------------------- |
| Num                  | Coureuse                 | Pos                  |
| 171                  | Megan Guarnier (USA)     | 28e                  |
| 172                  | Joanne Kiesanowski (NZL) | HD                   |
| 173                  | Emma Mackie (AUS)        | AB                   |
| 174                  | Carmen Small (USA)       | 19e                  |
| 175                  | Carlee Taylor (AUS)      | AB                   |
| 176                  | Serena Sheridan (NZL)    | 60e                  |

| Vienne Futuroscope FUT | Vienne Futuroscope FUT  | Vienne Futuroscope FUT |
| ---------------------- | ----------------------- | ---------------------- |
| Num                    | Coureuse                | Pos                    |
| 181                    | Edwige Pitel (FRA)      | 18e                    |
| 182                    | Karol-Ann Canuel (CAN)  | 16e                    |
| 183                    | Fiona Dutriaux (FRA)    | AB                     |
| 184                    | Emmanuelle Merlot (FRA) | HD                     |
| 185                    | Marion Rousse (FRA)     | HD                     |
| 186                    | Gabriela Slámová (CZE)  | AB                     |

| Top Girls-Fassa Bortolo TOG | Top Girls-Fassa Bortolo TOG | Top Girls-Fassa Bortolo TOG |
| --------------------------- | --------------------------- | --------------------------- |
| Num                         | Coureuse                    | Pos                         |
| 191                         | Elena Berlato (ITA)         | 4e                          |
| 192                         | Bridie O'Donnell (AUS)      | AB                          |
| 193                         | Silvia Valsecchi (ITA)      | HD                          |
| 194                         | Simona Frapporti (ITA)      | HD                          |
| 195                         | Elisa Longo Borghini (ITA)  | 14e                         |
| 196                         | Gloria Presti (ITA)         | AB                          |

| Abus Nutrixxion NXX | Abus Nutrixxion NXX            | Abus Nutrixxion NXX |
| ------------------- | ------------------------------ | ------------------- |
| Num                 | Coureuse                       | Pos                 |
| 202                 | Anna Fischer (GER)             | AB                  |
| 203                 | Nathalie Lamborelle (LUX)      | AB                  |
| 204                 | Marie Lindberg (SWE)           | 72e                 |
| 205                 | Maria Grandt Petersen          | AB                  |
| 206                 | Anna-Bianca Schnitzmeier (GER) | 31e                 |

| Alriksson-Go:Green AGG | Alriksson-Go:Green AGG   | Alriksson-Go:Green AGG |
| ---------------------- | ------------------------ | ---------------------- |
| Num                    | Coureuse                 | Pos                    |
| 211                    | Jessica Kihlbom (SWE)    | AB                     |
| 212                    | Madelene Olsson (SWE)    | 36e                    |
| 213                    | Linnea Sjöblom (SWE)     | HD                     |
| 214                    | Jennie Stenerhag (SWE)   | HD                     |
| 215                    | Isabelle Söderberg (SWE) | 25e                    |
| 216                    | Linn Torp (NOR)          | AB                     |

| SC Michela Fanini Rox MIC | SC Michela Fanini Rox MIC | SC Michela Fanini Rox MIC |
| ------------------------- | ------------------------- | ------------------------- |
| Num                       | Coureuse                  | Pos                       |
| 221                       | Michal Ella (ISR)         | AB                        |
| 222                       | Sara Grifi (ITA)          | AB                        |
| 223                       | Małgorzata Jasińska (POL) | 65e                       |
| 224                       | Karin Aune (SWE)          | HD                        |
| 225                       | Nina Ovcharenko (UKR)     | 38e                       |
| 226                       | Martina Růžičková (CZE)   | 78e                       |

| Vaiano Solaristech VAI | Vaiano Solaristech VAI      | Vaiano Solaristech VAI |
| ---------------------- | --------------------------- | ---------------------- |
| Num                    | Coureuse                    | Pos                    |
| 231                    | Valentina Bastianelli (ITA) | AB                     |
| 232                    | Urtė Juodvalkytė (LTU)      | HD                     |
| 233                    | Rasa Leleivytė (LTU)        | 11e                    |
| 234                    | Kataržina Sosna (LTU)       | 62e                    |
| 235                    | Irene Falorni (ITA)         | AB                     |
| 236                    | Chiara Vanni (ITA)          | HD                     |

| Kleo Ladies KLT | Kleo Ladies KLT         | Kleo Ladies KLT |
| --------------- | ----------------------- | --------------- |
| Num             | Coureuse                | Pos             |
| 241             | Tania Belvederesi (ITA) | HD              |
| 242             | Martina Corazza (ITA)   | HD              |
| 243             | Elena Valentini (ITA)   | AB              |
| 244             | Angela McClure (AUS)    | AB              |
| 245             | Chiara Nadalutti (ITA)  | 64e             |
| 246             | Francesca Tognali (ITA) | AB              |

| Russie RUS | Russie RUS              | Russie RUS |
| ---------- | ----------------------- | ---------- |
| Num        | Coureuse                | Pos        |
| 251        | Natalja Bojarskaja      | 21e        |
| 252        | Svetlana Boubnenkova    | 24e        |
| 253        | Alexandra Burtschenkowa | 33e        |
| 254        | Yulia Iliynikh          | HD         |
| 255        | Irina Molicheva         | 43e        |

Source,.